# 今井美希
今井 美希（いまい みき、1975年5月30日 - ）は、日本の女子走高跳選手である。2001年9月15日、横浜市で行われたスーパー陸上で1メートル96の日本記録を樹立した。身長174cm、血液型はB型。愛知県名古屋市出身。
愛知県立瑞陵高等学校、中京女子大学（現・至学館大学）を経てミズノトラッククラブに所属したが、2005年9月25日の全日本実業団対抗陸上競技選手権大会を最後に競技の第一線から退いた。現在は、母校である至学館大学の健康科学研究所研究員として、陸上競技部の跳躍コーチもしている。
現役中は日本学生陸上競技対校選手権大会（日本インカレ）を3連覇、日本選手権で6度の優勝を果たす。2000年のシドニーオリンピックで日本代表となる。

## 成績

### 日本選手権
1995年、1998年、1999年、2001年、2003年、2004年の計6回優勝。

### 日本学生選手権
1995年、1996年、1997年に優勝。

### その他の国内大会
- 1994年 - 日本ジュニア選手権	優勝

### 国際大会
- 1995年 - ユニバーシアード（福岡）4位、アジア選手権（ジャカルタ）2位[1]
- 1997年 - 東アジア大会（釜山）3位[2]、ユニバーシアード（ シシリー）11位
- 1998年 - 日中対抗室内陸上（北京）優勝（1m91の室内日本タイ記録）、アジア選手権（福岡）優勝[1]、アジア大会（バンコク）4位
- 1999年 - 大阪グランプリ陸上 5位、世界陸上（セビリア）出場
- 2000年 - 大阪グランプリ陸上 2位、オリンピック（シドニー）出場
- 2001年 - ザグレブ国際陸上 2位、世界陸上（エドモントン）出場、スーパー陸上（横浜）優勝（1m96の日本新記録）
- 2003年 - 世界陸上（パリ）出場

## その他
- 趣味は盆栽

気持ちが少し焦っていたとき、緑地公園で「緑の中にいると落ち着く」ことに気が付き盆栽を始めたという。本格的なものでなく、自分のお気に入りのものを2鉢ほど手入れしていた。
- 今井美樹と同姓同名という事を本人もネタにしていた。